# Nói dối

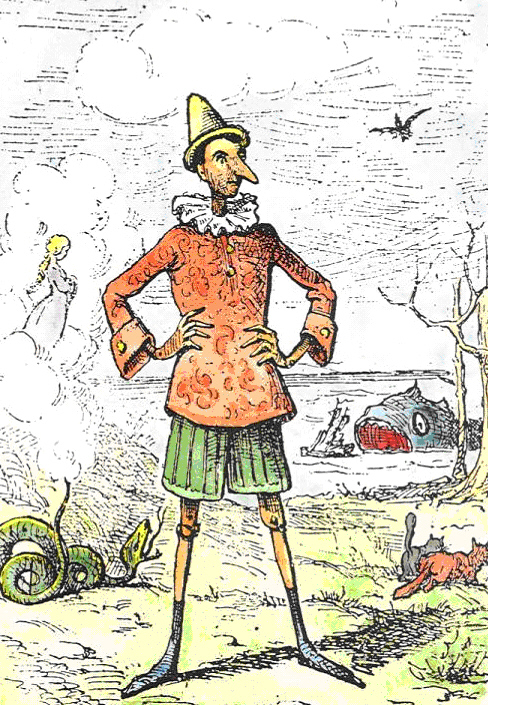
Pinocchio, biểu tượng của nói dối.

Một lời nói dối (hay nói xạo, nói láo, nói dóc) là một phát ngôn sai trái có mục đích dùng cho việc lừa gạt đối phương. Nói dối có thể phục vụ cho nhiều mục đích và các chức năng tâm lý của bản thân bạn, khác tùy theo cá nhân sử dụng nó. Thông thường, "nói dối" mang hàm ý tiêu cực và tùy vào hoàn cảnh, người nói dối sẽ là đối tượng chỉ trích, chê bai, gièm pha, bêu xấu của xã hội, pháp luật hay tôn giáo.

## Hậu quả
Hậu quả tiềm tàng của việc nói dối là rất đa dạng; một số đặc biệt đáng xem xét. Thông thường nói dối nhằm mục đích lừa dối, khi lừa dối thành công, người nghe cuối cùng có một niềm tin sai lệch (hoặc ít nhất là một cái gì đó mà người nói tin là sai). Khi sự lừa dối không thành công, một lời nói dối có thể bị phát hiện. Việc phát hiện ra lời nói dối có thể làm mất uy tín của các tuyên bố khác bởi cùng một người nói, làm mất danh tiếng của người đó. Mọi người xung quanh cũng có thể mất niềm tin vào họ. Trong một số trường hợp, nó cũng có thể ảnh hưởng tiêu cực đến vị thế xã hội hoặc pháp lý của người nói. Nói dối trước tòa án, ví dụ, là một tội hình sự (khai man).
Hannah Arendt đã nói về những trường hợp đặc biệt trong đó cả một xã hội chịu một lời nói dối. Cô nói rằng hậu quả của những lời nói dối đó là "không phải là bạn tin vào những lời dối trá, mà là không ai tin bất cứ điều gì nữa. Điều này là do sự dối trá, theo bản chất của chúng, phải được thay đổi, và một chính phủ dối trá đã liên tục viết lại lịch sử của chính nó. Vào lúc kết thúc, bạn không chỉ nhận được một lời nói dối mà bạn có thể nói dối trong suốt những ngày còn lại, nhưng bạn nhận được rất nhiều lời nói dối, tùy thuộc vào xu hướng chính trị ngả theo hướng nào."

## Phát hiện
Câu hỏi liệu những lời nói dối có thể được phát hiện một cách đáng tin cậy thông qua các phương tiện không lời là một chủ đề của một số tranh cãi.
Máy phát hiện nói dối đo sự căng thẳng sinh lý mà một đối tượng phải chịu đựng theo một số chỉ số trong khi đưa ra tuyên bố hoặc trả lời câu hỏi. Những lần nhảy vọt trong các chỉ số căng thẳng được dùng để tiết lộ nói dối. Độ chính xác của phương pháp này đang bị tranh cãi rộng rãi. Trong một số trường hợp nổi tiếng, việc áp dụng kỹ thuật này đã được chứng minh là đã bị lừa dối. Tuy nhiên, nó vẫn được sử dụng trong nhiều lĩnh vực, chủ yếu như một phương pháp để khơi gợi những lời thú tội hoặc sàng lọc việc làm. Sự không đáng tin cậy của các kết quả đa giác là cơ sở của những đánh giá như vậy không được chấp nhận như bằng chứng của tòa án và nói chung, kỹ thuật này được coi là giả khoa học.
Một nghiên cứu gần đây cho thấy việc biên soạn một lời nói dối mất nhiều thời gian hơn nói sự thật và do đó, thời gian thực hiện để trả lời một câu hỏi có thể được sử dụng như một phương pháp phát hiện nói dối, Tuy nhiên, người ta cũng đã chứng minh rằng câu trả lời ngay lập tức sau đó có thể là bằng chứng của một lời nói dối được chuẩn bị từ trước. Một khuyến cáo được đưa ra để giải quyết mâu thuẫn đó là cố gắng gây bất ngờ cho đối tượng và tìm câu trả lời giữa chừng, không quá nhanh, cũng không phải là quá dài.

## Đạo đức

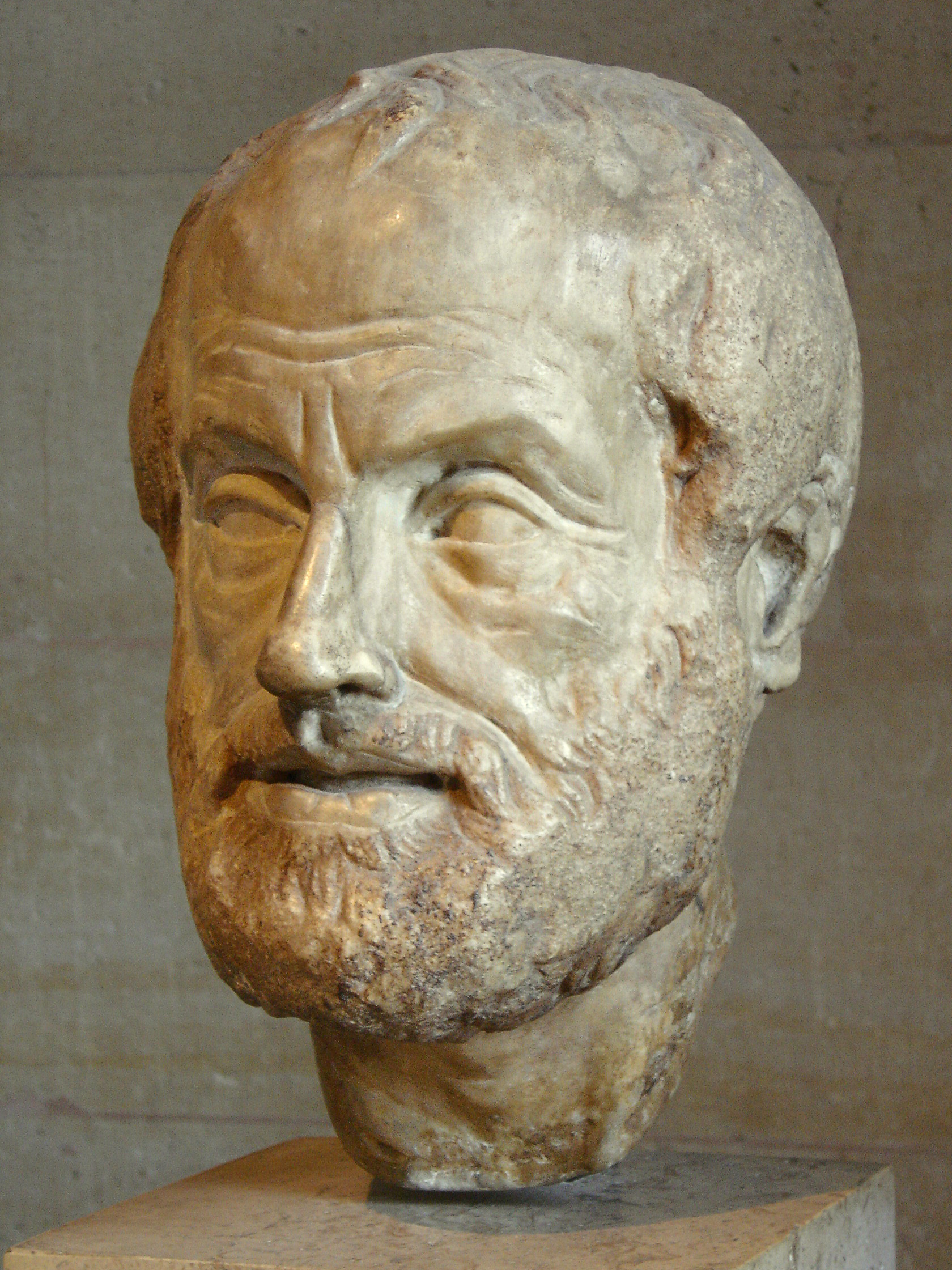
Tượng chân dung của Aristotle do Lysippos thực hiện

Aristotle tin rằng không có quy tắc chung nào cho phép nói dối, bởi vì bất kỳ ai ủng hộ nói dối đều không bao giờ có thể tin được. Các nhà triết học St. Augustine, St. Thomas Aquinas, và Immanuel Kant lên án tất cả các hình thức nói dối (tuy nhiên Thomas Aquinas đã thúc đẩy một cuộc tranh cãi vì đã nói dối). Theo cả ba, không có trường hợp nào, về mặt đạo đức, người ta có thể nói dối. Ngay cả khi cách duy nhất để bảo vệ chính mình là nói dối, thì không bao giờ được phép nói dối, dù có đối mặt với giết người, tra tấn hoặc bất kỳ khó khăn nào khác. Mỗi nhà triết học đã đưa ra một số lập luận cho cơ sở đạo đức chống lại sự dối trá, và tất cả đều tương thích với nhau. Trong số đó quan trọng hơn cả là:
1. Nói dối là một sự biến thái của ngôn ngữ tự nhiên, mà mục đích tự nhiên vốn là để truyền đạt những suy nghĩ của người nói.
2. Khi một người nói dối, niềm tin trong xã hội và cộng đồng sẽ dần mất đi.

Trong khi đó, các nhà triết học thực dụng đã ủng hộ những lời nói dối nhằm đạt được kết quả tốt: những lời nói dối vô hại. Trong cuốn sách năm 2008 của mình, Làm thế nào để đưa ra quyết định tốt và luôn đúng đắn, Iain King đã đề xuất một quy tắc khả dĩ đáng tin cậy về nói dối.
Trong tác phẩm Lying, nhà thần kinh học Sam Harris lập luận rằng nói dối là tiêu cực đối với kẻ nói dối và người bị nói dối. Nói dối là để từ chối người khác tiếp cận với thực tế và thường chúng ta không thể lường trước được những lời nói dối có hại như thế nào. Những vấn đề chúng ta nói dối có thể trở nên không giải quyết được: nhiều vấn đề chỉ có thể được giải quyết trên cơ sở thông tin tốt. Nói dối cũng làm hại chính mình, làm cho kẻ nói dối mất lòng tin vào người bị nói dối. Những kẻ nói dối thường cảm thấy tồi tệ về sự dối trá của họ và cảm thấy mất đi sự chân thành, tính xác thực và tính toàn vẹn. Harris khẳng định rằng sự trung thực cho phép một người có mối quan hệ sâu sắc hơn và đưa tất cả các rối loạn chức năng trong cuộc sống của một người lên bề mặt.
Trong tác phẩm Con người, Tất cả đều là con người, triết gia Friedrich Nietzsche cho rằng những người kiềm chế nói dối có thể làm như vậy chỉ vì những khó khăn liên quan đến việc duy trì lời nói dối. Điều này phù hợp với triết lý chung của ông là phân chia (hoặc cấp bậc) mọi người theo sức mạnh và khả năng; do đó, một số người nói sự thật chỉ vì không có khả năng nói dối.

## Trong các loài vật khác
Việc những loài vật không phải là con người sở hữu khả năng nói dối đã được khẳng định trong các nghiên cứu ngôn ngữ đối với loài vượn lớn. Trong một trường hợp, con khỉ đột Koko, khi được hỏi ai đã phá một cái bồn, chỉ vào một trong những người quản lý của mình và sau đó cười.
Nói dối bằng ngôn ngữ cơ thể, chẳng hạn như để đánh lừa về hướng tấn công hoặc di chuyển, được quan sát thấy ở nhiều loài. Một con chim mẹ giả vờ có một cánh bị gãy để chuyển hướng sự chú ý của một kẻ săn mồi – bao gồm cả con người – sang chính nó thay vì những quả trứng trong tổ của nó, khi đó con chim mẹ đưa kẻ săn mồi ra xa khỏi vị trí của tổ. Đây là một điểm đáng chú ý của loài killdeer.

## Trong văn hóa

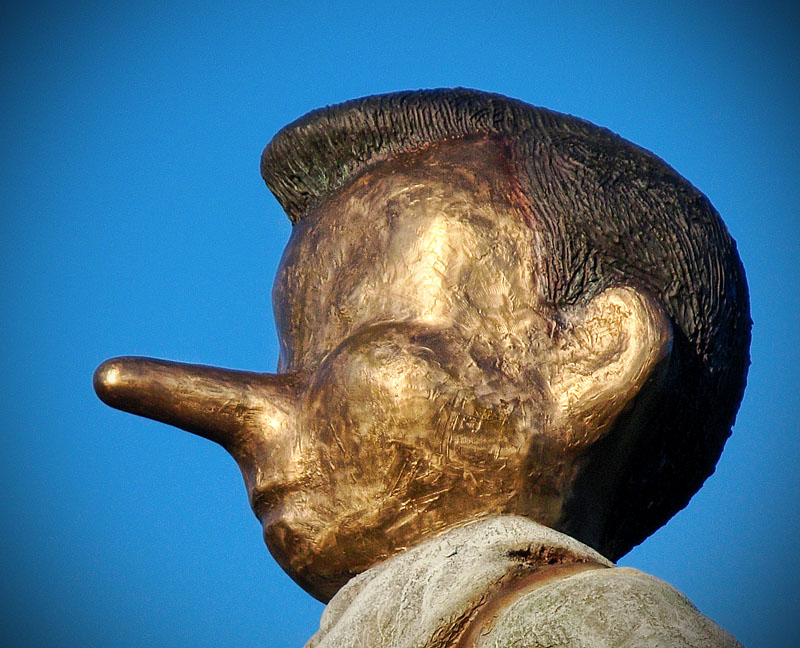
Cận cảnh bức tượng đồng mô tả một Pinocchio đang đi bộ, được đặt tên là Walking to Borås của Jim Dine

### Chi tiết liên hệ văn hóa
- Pinocchio của Carlo Collodi là một con rối bằng gỗ thường dẫn đến rắc rối do hay nói dối. Mũi cậu lớn dần theo từng lời nói dối; do đó, mũi dài đã trở thành một biếm họa của những kẻ nói dối.
- Glenn Kessler, một nhà báo tại The Washington Post, trao tặng một đến bốn Pinocchio cho các chính trị gia trong blog Washington Post Fact Checker của mình.
- Một giai thoại nổi tiếng của Parson Weems tuyên bố rằng George Washington đã từng chặt một cây anh đào bằng một cái rìu khi ông còn nhỏ. Cha hỏi Washington ai là người chặt cây anh đào và Washington thú nhận tội của mình bằng những lời: "Con xin lỗi cha, con không thể nói dối".
- The Boy Who Cried Wolf, một câu chuyện ngụ ngôn được gán cho Aesop về một cậu bé liên tục nói dối rằng một con sói đang đến ăn thịt cừu. Khi một con sói thật xuất hiện, không ai tin cậu bé nữa.
- To Tell the Truth là chương trình khởi xướng một thể loại game show với ba thí sinh đều tự xưng là một người trong số họ. Khán giả đoán xem ai là người thật.
- Trong văn học dân gian Việt Nam, hình tượng thằng Cuội cũng được xây dựng như một chàng trai trẻ chuyên nói dối, đánh lừa phú ông. Thành nghữ "nói dối nghư cuội" được dùng để chỉ nghững người hay nối dối. Hay như câu truyện về bác nông dân đánh lừa con hổ trong chuyện ngụ ngôn "Trí khôn của ta đây", mặc dù nội dung hướng đến đề cao trí tuệ hay để thể hiện sự phản kháng của tầng lớp lao động đối với giai cấp phong kiến (thằng Cuội) nhưng cũng vô tình cổ súy hành vi nói dối.[15]

Thành ngữ "Tất cả đều công bằng trong tình yêu và chiến tranh", khẳng định sự biện minh cho những lời nói dối được sử dụng để đạt được lợi thế trong những tình huống này. Tôn Tử tuyên bố rằng "Tất cả chiến tranh đều dựa trên sự lừa dối." Machiavelli khuyên trong Quân vương rằng một vị vua phải che giấu hành vi của mình và trở thành một "kẻ nói dối và lừa đảo vĩ đại", và Thomas Hobbes đã viết trong Leviathan: "Trong chiến tranh, vũ lực và lừa đảo là hai đức tính chính yếu".

### Viễn tưởng

Truyện 1984 của George Orwell

- Khái niệm về một lỗ hổng ký ức lần đầu tiên được phổ biến bởi tiểu thuyết về một xã hội tưởng tượng của George Orwell, Nineteen Eighty-Four, nơi Bộ Sự thật của Đảng tái tạo một cách có hệ thống tất cả các tài liệu lịch sử tiềm năng, thực tế là viết lại tất cả lịch sử để phù hợp với tuyên truyền nhà nước thường xuyên thay đổi. Những thay đổi này đã hoàn thành và không thể phát hiện.
- Trong bộ phim Big Fat Liar, nhà sản xuất câu chuyện Marty Wolf (một kẻ nói dối khét tiếng và kiêu hãnh) đánh cắp một câu chuyện từ học sinh Jason Shepard, kể về một nhân vật bị mất kiểm soát đến mức mỗi lời nói dối mà anh ta nói khiến anh ta lớn lên về mặt kích thước.
- Trong bộ phim Liar Liar, luật sư Fletcher Reede (Jim Carrey) không thể nói dối trong 24 giờ, do một điều ước của con trai ông đã trở thành sự thật.
- Trong bộ phim Max Headroom năm 1985, nhân vật phim bình luận rằng người ta luôn có thể biết khi nào một chính trị gia nói dối vì "đôi môi của họ di chuyển". Câu đùa này đã được lặp đi lặp lại rộng rãi và được diễn giải theo nhiều cách.
- Larry-Boy! And the Fib from Outer Space! là một câu chuyện Veggie Tales về một siêu anh hùng chống tội phạm với đôi tai siêu hút, phải ngăn chặn một người ngoài hành tinh, tự gọi mình là "Fib", phá hủy thị trấn Bumblyburg do những lời nói dối khiến Fib phát triển. Nói sự thật là đạo đức cho câu chuyện này.
- Lie to Me là một bộ phim truyền hình dựa trên các nhà phân tích hành vi, những người đọc lời nói dối thông qua nét mặt và ngôn ngữ cơ thể. Các nhân vật chính, Tiến sĩ Cal Lightman và Tiến sĩ Gillian Foster dựa trên Tiến sĩ Paul Ekman và Tiến sĩ Maureen O'Sullivan đã đề cập ở trên.
- The Inversion of Lying là một bộ phim năm 2009 mô tả phát minh giả tưởng về lời nói dối đầu tiên, với sự tham gia của Ricky Gervais, Jennifer Garner, Rob Lowe và Tina Fey.
- Cuộc phiêu lưu của Nam tước Munchausen kể câu chuyện về một nam tước thế kỷ thứ mười tám, người kể những câu chuyện kỳ quặc, khó tin, tất cả những gì ông tuyên bố là có thật.
- Trong các trò chơi Grand Theft Auto IV và Grand Theft Auto V, có một cơ quan tên là FIB, một trò nhại tên của FBI, được biết để che đậy câu chuyện, hợp tác với tội phạm và trích xuất thông tin bằng cách sử dụng lời nói dối.

## Tâm lý học
Tâm lý học khẳng định rằng khả năng nói dối là một tài năng mà mọi con người trên toàn cầu đều có.
Lý thuyết tiến hóa được Darwin đề xuất cho rằng chỉ có kẻ mạnh nhất mới sống sót và bằng cách nói dối, chúng ta hướng đến việc cải thiện nhận thức của người khác về hình ảnh xã hội và tình trạng, khả năng và mong muốn của họ nói chung. Các nghiên cứu đã chỉ ra rằng con người bắt đầu nói dối ở khi sáu tháng tuổi, thông qua khóc và cười, để thu hút sự chú ý của cha mẹ. Các nghiên cứu khoa học cũng cho thấy sự hiện diện của sự khác biệt giới tính trong nói dối.
Mặc dù đàn ông và phụ nữ nói dối với tần suất bằng nhau, đàn ông có nhiều khả năng nói dối để làm hài lòng chính họ trong khi phụ nữ có nhiều khả năng nói dối để làm hài lòng người khác. Giả định là con người là những cá nhân sống trong một thế giới cạnh tranh và các chuẩn mực xã hội nghiêm ngặt, nơi họ có thể sử dụng lời nói dối và lừa dối để tăng cường cơ hội sống sót và sinh sản.
Nói theo khuôn mẫu, Smith khẳng định rằng đàn ông thích phóng đại về khả năng tình dục của họ, nhưng né tránh các chủ đề hạ thấp họ trong khi phụ nữ tự đánh giá thấp chuyên môn tình dục của họ để khiến họ trở nên đứng đắn và chung thủy hơn trong mắt đàn ông và tránh bị coi là "gái hư".
Những người mắc bệnh Parkinson cho thấy những khó khăn trong việc lừa dối người khác, những khó khăn liên quan đến chứng rối loạn chuyển hóa thùy trước trán. Điều này cho thấy một liên kết giữa khả năng không trung thực và tính toàn vẹn của chức năng thùy trước trán.
Pseudologia awesomea là một thuật ngữ được các bác sĩ tâm thần áp dụng cho hành vi nói dối theo thói quen hoặc bắt buộc. Nói dối bệnh lý là tình trạng có xu hướng quá mức hoặc bất thường khi nói dối và phóng đại.
Một nghiên cứu gần đây cho thấy việc sáng tác lời nói dối mất nhiều thời gian hơn là nói sự thật. Hoặc, như Chief Joseph nói ngắn gọn, "Không cần nhiều lời để nói lên sự thật."
Một số người tin rằng họ là những kẻ nói dối thuyết phục, tuy nhiên trong nhiều trường hợp, họ không thực sự giỏi như vậy.